# Витинский, Елисей Васильевич
Елисей Васильевич Витинский (1867 — 1915) — русский военный  деятель,  полковник. Герой Первой мировой войны, погиб в бою.

## Биография
В службу вступил в 1886 году. В 1888 году после окончания  Павловского военного училища по I разряду  произведён  в хорунжии и выпущен в Кубанский 3-й пластунский батальон.
В 1892 году произведён в сотники,  в 1900 году в подъесаулы. С 1904 года участник Русско-японской войны, за боевые отличия был награждён орденом Святого Станислава 3-й степени с мечами и бантом.
В 1906 году после окончания Офицерской стрелковой школы произведён в есаулы. В 1909 году произведён в войсковые старшины — командир сотни Кубанского 4-го пластунского батальона.
С 1914 года участник Первой мировой войны — командир Кубанского 10-го пластунского батальона. В 1915 году произведён в полковники — командир Кубанского 5-го пластунского батальона. 20 мая 1915 года погиб в бою у села Луковец, Высочайшим приказом от 15 июля 1915 года исключен из списков убитым в бою с неприятелем.

Высочайшим приказом от 3 января 1917 года за храбрость награждён Георгиевским оружием: 
Бывшему командиру 5-го Кубанского пластунского Его Императорского Высочества Великого Князя Бориса Владимировича батальона, убитого в бою с неприятелем, Елисею Витинскому, за то, что в бою 12-го мая 1915 года у с. Карженицы под сильнейшим ураганным огнём противника в течение всего дня успешно отбивал упорные атаки австро-германцев с фронта и фланга, личным примером храбрости воодушевлял свой батальон, нёсший громадные потери в офицерах и нижних чинах, а когда было получено приказание отходить всему отряду до конца боя удержался на своей позиции, обеспечивая отход своих частей

## Награды
- Орден Святого Станислава 3-й степени с мечами и бантом (ВП 1906)
- Орден Святой Анны 3-й степени  (ВП 1909)
- Орден Святого Владимира 4-й степени с мечами и бантом (ВП 18.07.1915)
- Георгиевское оружие (ВП 03.01.1917)